# Negreni
Negreni est une commune de Transylvanie, en Roumanie, dans le județ de Cluj. Elle est composée des villages de Negreni, Bucea et Prelucele.

## Géographie
La commune de Negreni se situe à l'extrême ouest du judet de Cluj. Elle est traversée par la rivière Crișul Repede. Une ligne de chemin de fer et l'autoroute E60 longe la rivière. Pour une superficie d'environ 65 km2, la commune est d'une altitude de 415 m. Son climat est continental humide avec un été tempéré.
La commune est limitrophe: dans son judet, à la commune de Ciueca; dans le Sälaj, à la commune de Sâg; et dans le judet de Bihor, aux communes de Borod, de Bratca, de Valea Crisului et de Bulz.